# エフゲニア・カナエワ
エフゲニア・オレゴヴナ・カナエワ（ロシア語: Евгения Олеговна Канаева, ラテン文字転写: Yevgeniya Olegovna Kanayeva, 1990年4月2日 - ）は、ロシアの新体操選手。身長170cm。ガスプロム所属。ニックネームはジェーニャ。

## 経歴
オムスク出身。ジュニア時代にイオンカップ個人総合3連覇を果たす。2007年まではオルガ・カプラノワ、ベラ・セシナに次ぐロシア3番手の選手だったが、2008年になり急速に力を付け、ヨーロッパ選手権で世界女王アンナ・ベッソノバを破り優勝すると、勢いそのままに北京オリンピックの個人総合で金メダルを獲得した。
2009年から2011年にかけての世界新体操選手権において、史上3人目となる個人総合3連覇を達成。そのうち、2009年大会では史上3人目となる個人全種目完全制覇を達成、2011年大会では史上初となる2度目の個人全種目完全制覇を達成した。2012年ロンドンオリンピックでは史上初となるオリンピック個人総合2連覇を達成した。
2012年12月4日、カナエワは現役引退を宣言し、全ロシア新体操連盟の副会長に就任した。

## エピソード
- 2009年には、Japan Premium Projectのアンバサダーとして就任。レスリング・北京オリンピック銅メダリストの浜口京子、モデルの滝沢カレンらとともに着物のファッションショーに出演。
- プロジェクトのアンバサダーには、ロシアの人気アーティスト、ユーリヤ・サビチェヴァ、ロシアと日本で活躍する女性DJ JULIAらが名をつらねる。

## 主な競技成績
- 2003年
  - イオンカップ2003　ジュニアの部  総合1位
- 2004年
  - イオンカップ2004　ジュニアの部  総合1位
- 2005年
  - イオンカップ2005　ジュニアの部  総合1位
- 2007年
  - World Cup Corbeil-Essonnes 2007　個人総合1位
- 2008年
  - World Cup Corbeil-Essonnes 2008　個人総合1位
  - ヨーロッパ選手権　個人総合1位
  - 北京オリンピック　個人総合1位（金メダル）
  - イオンカップ2008　シニアの部  総合1位
- 2009年
  - 三重世界新体操選手権　個人総合、ロープ、フープ、ボール、リボン1位（金メダル）
- 2010年
  - モスクワ世界新体操選手権　個人総合、フープ、ボール1位（金メダル）
  - イオンカップ2010　シニアの部  総合1位
- 2011年
  - モンペリエ世界新体操選手権　個人総合、フープ、ボール、クラブ、リボン1位（金メダル）
  - イオンカップ2011　シニアの部  総合1位
- 2012年
  - ロンドンオリンピック　個人総合1位（金メダル）